# Nessbeal
Nessbeal, de son vrai nom Nabil Selhy, né le 16 août 1978 à Boulogne-Billancourt, dans les Hauts-de-Seine, est un rappeur et chanteur français d’origine marocaine.  
Il compte à son actif cinq albums solo : le premier, La Mélodie des briques, est publié en 2006, et un album avec son groupe Dicidens en 2004.

## Biographie
Nabil naît au sein d'une famille marocaine à Boulogne-Billancourt. Après le divorce de ses parents, il déménage avec sa mère dans la cité des Hautes Noues à Villiers-sur-Marne dans le Val-de-Marne, tandis que son père reste à Boulogne-Billancourt. Il restera toujours attaché à ce quartier, où il passe encore beaucoup de temps, et plus généralement au Val-de-Marne, clamant souvent son appartenance au "9-4",. Au milieu des années 1990, il fonde avec Koryas et Zesau le groupe Dicidens. Ils sortent différents maxis en 1999 et 2001 (dont un sur lequel apparait le groupe Lunatic) et un album en 2004, HLM rezidants, vendu à 10 000 exemplaires. Nessbeal fait aussi partie du 92I avec notamment Lunatic, la Malekal Morte et Sir Doum's. Il participe ainsi aux deux premiers albums solo de Booba. Ne voyant aucune amélioration dans sa carrière, il quitte le 92I et signe chez Nouvelle Donne Music où il compte deux albums solos et une mixtape. Nessbeal rejoint ensuite le label 7th Magnitude.
En 2006, il publie son premier album solo, La Mélodie des briques, qui se classe 24e en France. En 2008, il publie Rois sans couronne qui dépasse les 20 000 exemplaires. Parallèlement à sa carrière, Nessbeal participe à plusieurs projets de renom tels que Street lourd Hall Stars, Illicite projet, Talents fâchés.
En 2010, il publie NE2S, qui s'avère être son plus gros succès commercial depuis La Mélodie des briques. Les extraits de l'album sont Ça bouge pas, À chaque jour suffit sa peine, After et Ma grosse en featuring avec Orelsan. L'album se hisse à la 13e place au Top 200 album France, et reste présent quatre mois dans le Top 100 grâce au succès du single À chaque jour suffit sa peine (en téléchargements iTunes, et passages radios). NE2S se vend à près de 30 000 exemplaires. En novembre 2011, il publie son quatrième album Sélection naturelle (30e place en France), dont il dévoile un premier titre L'histoire d'un mec qui coule le jour de son anniversaire, le 16 août 2011. En parallèle, il collabore avec Orelsan et avec la chanteuse Isleym. En décembre 2011, il annonce son souhait d'arrêter le rap dans une interview,. En 2012, Nessbeal collabore dans l'album MDR2 de Mister You dans la chanson Mesdames, messieurs.
Le 27 novembre 2013, Nessbeal annonce via les réseaux sociaux son retour dans le rap en participant à la bande originale du film La marche. En 2014, Nessbeal prépare un nouvel album : ainsi il annonce travailler avec DJ Kore et DJ Bellek et des featuring avec Hayce Lemsi, Demi Portion ou encore Volt Face. Entre-temps il apparaît sur l'album d'Isleym avec le titre Besoin d'ailes composé par Dany Synthé. Finalement l'album est annulé pour des raisons inconnues et le retour de Nessbeal est repoussé à une date ultérieure.
En 2019, il fait ses débuts en tant qu'acteur dans Paradise Beach aux côtés de Seth Gueko, Dosseh et Kool Shen[réf. nécessaire].
Il est en featuring en 2020 sur l'album de Jul La Machine, sur le titre Rentrez pas dans ma tête.
Le 13 janvier 2022, Nessbeal sort un morceau intitulé Le Dem en featuring avec Zkr. Puis, le 3 mars 2022, dix ans après le dernier opus, est annoncé un nouvel album intitulé Zonard des étoiles. L’album sort le 25 mars 2022 et comporte des featurings avec Orelsan, PLK, Zkr, Landy, et Zed. Dans l'émission Clique, Nessbeal explique son retour comme suit : « J’entendais ce que disaient les gens, les références, ça m’a fait plaisir, ça m’a touché et ça m’a fait comprendre qu’il fallait redonner un peu de son, retourner en studio, envoyer de la musique. Les gens en veulent encore, et je suis rentré en studio par kif. » Pour Mouv, le retour du rappeur est « réussi ». le sens de la formule de l'artiste et son message sont restés intacts.
Le 3 mars 2023 sort Lumières Nocturnes, un EP 7 titres contenant les singles "Mourir à Casa" et le freestyle "212 Africa". En mars 2024, il publie son second EP Lumières Nocturnes 2 ainsi qu'un troisième Black Summer, en juillet.

## Discographie

### Albums Collaboratifs
- 1999 : Les Gosses (maxi ; avec Dicidens)
- 2000 : Criminogène (maxi ; avec Dicidens)
- 2001 : De larmes et de sang (maxi ; avec Dicidens)
- 2004 : HLM Rézidants (album ; avec Dicidens)
- 2012 : HLM Rézidants Réédition (album ; avec Dicidens)

### Street CD
- 2006 : NE2SBEAL

### Apparitions
- 2002 : Booba feat. Nessbeal - Sans rature (sur l'album de Booba, Temps mort)
- 2002 : Dicidens - Freestyle (sur la mixtape de LIM Violences urbaines)
- 2003 : Booba x Nessbeal - Les rues de ma vie (sur la B.O. du film Taxi 3)
- 2003 : Dicidens - Lyrical massage cardiac (sur la compilation Talents fâchés 1)
- 2003 : Mala feat. Nessbeal - freestyle temps mort tour 2003 (sur la mixtape Ma zone de Mala)
- 2004 : Booba feat. Nessbeal - Baby (sur l'album Panthéon de Booba)
- 2004 : Dicidens - Le sang des tours (sur la compilation Street lourd Hall Stars)
- 2004 : Dicidens - Rhymes anti-perso (sur la compilation Lexro Criminologie Vol.2)
- 2005 : Booba feat. Nessbeal - Bâtiment C Part II (sur la compilation Illicite projet)
- 2005 : Nessbeal - Rap de paria (sur la mixtape Autopsie Vol. 1 de Booba)
- 2005 : Nessbeal - Enterré vivant (sur la compilation Patrimoine du ghetto)
- 2005 : Nessbeal - Ness romance (sur la compilation La nocturne)
- 2005 : Dicidens - Comme un train en marche (sur la compilation Haute tension)
- 2006 : Nessbeal - Le chant du bitume (sur la compilation Les yeux dans la banlieue)
- 2006 : Dicidens - Freestyle (sur la compilation Narcobeat 1 : équipé sport)
- 2006 : Nessbeal Feat. Koussek - Désillusion (sur la compilation Narcobeat 2 : règlement de comptes)
- 2006 : Nessbeal Feat. Zahouania, Bilal & Big Ali - 200 degrés (sur la compilation Raï'N'B Fever Vol.2)
- 2006 : Nessbeal - Enterré vivant (sur la compilation Hostile 2006)
- 2006 : Dicidens - Un featuring avec la haine (sur la compilation Talents fâchés 3)
- 2006 : Sud Conscient Feat. Dicidens, Tekila, Sefyu & L'Skadrille - TGI (sur le street-CD Street Show de Sud Conscient)
- 2006 : Dicidens - Sauvage (sur la compile Boucherie)
- 2006 : 400 Hyènes feat. Dicidens - Le mal aux trousses (sur l'album de 400 Hyènes, Ghetto prodiges)
- 2007 : Dicidens - Le son du ghetto (sur la compilation Industreet)
- 2007 : Nessbeal feat. K'Reen - Légende d’hiver (sur la bande originale du film Taxi 4)
- 2007 : Nessbeal - Du feu dans les veines (sur la bande originale du film Scorpion)
- 2007 : Nessbeal - Du sale (sur la compile Traffic)
- 2007 : Dicidens - Rien de personnel (sur la compilation Traffic)
- 2007 : Dicidens - Champ de mine (sur la compilation Niroshima 3)
- 2007 : Nessbeal - Coup 2 pression (sur la compilation Interdit aux bouffons)
- 2007 : Melissa Feat. Nessbeal & Bakar - Pousse le volume (sur l'album Avec tout mon amour de Melissa)
- 2008 : Nessbeal - Bitume expérience (sur la compilation Fat taf 2)
- 2008 : Nessbeal - Réalité française (sur la compilation La Fnac en mode rap français)
- 2008 : Dicidens - Je représente (sur la compilation Département 94)
- 2008 : Dicidens feat. Cicatrice - On avance
- 2008 : Nessbeal - Amour éternel (sur la B.O. du film Mesrine)
- 2008 : Farage feat. Dicidens & Neoklash - Fonce dans le mur (sur la mixtape L'instinct du bitume de Farage)
- 2008 : Isleym feat. Nessbeal - Ma solitude
- 2008 : Nessbeal - Colonne vertébrale (sur la compilation Nouvelle Donne la légende)
- 2009 : Nessbeal feat. Salif & Ikbal - Survivant du bitume (sur la compilation Talents fâchés Vol.4)
- 2009 : Nessbeal feat. Rim-K - Chez toi c'est chez moi (sur la compilation Maghreb United)
- 2009 : Nessbeal feat. Dry - La succursale (sur la compilation Street Lourd 2 Hall Star)
- 2009 : La Fouine feat. Nessbeal - Banlieue sale music (sur la mixtape Capitale du crime Vol.2)
- 2010 : Mister You feat. Nessbeal - Quand on était petit (sur l'album Présumé Coupable de Mister You)
- 2010 : Despo Rutti feat. Nessbeal - L'œil aux beurs noirs (sur l'album Convictions suicidaires de Despo Rutti)
- 2011 : La Fouine feat. Soprano, Admiral T, Seth Gueko, Nessbeal & Canardo - Bafana Bafana Remix (sur l'album de La Fouine, La Fouine vs. Laouni)
- 2011 : DJ King SamS feat. Junior Reid, Don Bigg, Nessbeal & Salah Edin - One Life (sur la compilation Maroc World MC de DJ King SamS)
- 2011 : Zesau feat. Nessbeal - Maximal (sur l'album Frères d'armes de Zesau)
- 2011 : La Fouine feat. Nessbeal - Meilleur ennemi (sur la mixtape Capitale du crime Vol.3)
- 2012 : Djany feat. Nessbeal - Paroles en l'air, (sur l'album homonyme de Djany)
- 2012 : Mister You feat. Nessbeal - Mesdames, messieurs (sur la mixtape MDR2 de Mister You)
- 2013 : Akhenaton, Disiz la Peste, Dry, Kool Shen, Lino, Nekfeu, Nessbeal, Sadek, Sneazzy, S.Pri Noir, Still Fresh, Soprano, Taïro - Marche (bande originale du film La marche)
- 2013 : Tirgo feat. Nessbeal - J'connais la street (sur la mixtape de Tirgo Toujours au-dessus)
- 2014 : Mister You feat. Al Bandit, Lacrim, Nessbeal, Brulé, Blaxo et Tirgo - 11.43 (sur l'album Le Prince de Mister You)
- 2014 : Isleym feat. Nessbeal - Besoin d'ailes (sur l'album Où ça nous mène d'Isleym)
- 2015 : Lacrim feat. Nessbeal et Rimkus - Red Zone (sur la mixtape R.I.P.R.O Vol.1 de Lacrim)
- 2015 : Zesau feat. Nessbeal - Gosse du monde (sur l'album 20Z0 de Zesau)
- 2020 : Jul feat. Nessbeal - Rentrez pas dans ma tête (sur l'album La Machine de Jul)
- 2025 : La Fouine feat. Nessbeal - CR7 (sur l'album Etat des lieux)

## Clips
- 2004 : Baby (feat. Booba)
- 2005 : Rap 2 Tess
- 2006 : L'œil Du Mensonge
- 2006 : Désillusion (feat. Koussek)
- 2008 : Roi Sans Couronne
- 2008 : On aime ça
- 2008 : Le loup dans la bergerie
- 2009 : Amnesia (la Salade) (Clip Réalisé Par Chris Macari)
- 2009 : Kheye
- 2009 : Chez toi c'est chez moi (feat. Rim'K) (Clip Réalisé Par AV)
- 2009 : Survivants du Bitume (feat. Salif et TLF)
- 2009 : Banlieue Sale Music (feat. La Fouine)
- 2010 : Quand on était petits (feat. Mister You)
- 2010 : Ça bouge pas
- 2010 : À chaque jour suffit sa peine
- 2011 : Bafana Bafana remix avec V.A
- 2011 : One Life avec (DJ King SamS feat. Junior Reid, Don Bigg et Salah Edin)
- 2011 : L'Histoire d'un mec qui coule
- 2011 : Gunshot
- 2011 : Force et honneur
- 2011 : La Nébuleuse des aigles (feat. Isleym)
- 2011 : Ginger Wine (feat. Debrouya)
- 2014 : Besoin d'ailes (feat. Isleym)
- 2022 : Le Dem (feat. Zkr)
- 2022 : Zone Euro
- 2022 : Nuage qui passe (feat. PLK)
- 2022 : Criminelle Balade
- 2022 : Mourir à Casa
- 2023 : Freestyle 212Africa

## Participations aux clips
- 2000 : Pas L'temps Pour Les Regrets de Lunatic (parmi les personnes filmées furtivement contre le mur, portant une casquette et des lunettes)
- 2002 : Repose en Paix de Booba
- 2002 : Strass et paillettes de Booba feat. Ali
- 2004 : N°10 de Booba
- 2004 : Avant de partir de Booba
- 2005 : Patrimoine du Ghetto de Mac Tyer
- 2005 : Classic de Bakar
- 2008 : Changement de Orelsan
- 2009 : La Nuit de AP
- 2009 : Mauvais œil dans le périmètre de Mac Tyer et Mr.Toma
- 2010 : Crazy de Soprano
- 2010 : One Life de DJ King Sams feat. Nessbeal, Junior Reid, Don Bigg & Salah Edin
- 2011 : Bafana Bafana Remix de La Fouine feat. Nessbeal, Admiral T, Seth Gueko, Soprano & Canardo
- 2011 : Mets-toi à l'aise de Mister You feat. Colonel Reyel